# 戈里什尼察
戈里什尼察（斯洛維尼亞語： 發音：[ɡɔˈɾiːʃnitsa]），是斯洛維尼亞東北部戈里什尼察市鎮的聚居地及其行政中心。當地傳統上屬於下施蒂里亞地區，現在包含在波德拉夫統計區中。
村裡的堂區教堂是獻給聖瑪格麗特，屬於天主教馬里博爾總教區。它在可追溯到1391年的書面文件中首次被提及，但目前的建築可追溯到19世紀初。

## 外部連結
- Gorišnica municipal site （页面存档备份，存于）
- Gorišnica on Geopedia （页面存档备份，存于）